# Amherstieae
Amherstieae tribus mahunarki, dio potporodice Detarioideae, ime je došlo po rodu (Amherstia).

## Rodovi
Tribus Amherstieae Benth.
1. Amherstia
2. Annea
3. Anthonotha
4. Aphanocalyx
5. Berlinia
6. Bikinia
7. Brachycylix
8. Brachystegia
9. Brownea
10. Browneopsis
11. Crudia
12. Cryptosepalum
13. Cynometra
14. Dicymbe
15. Didelotia
16. Ecuadendron
17. Elizabetha
18. Englerodendron
19. Gabonius
20. Gilbertiodendron
21. Heterostemon
22. Humboldtia
23. Hymenostegia
24. Icuria
25. Isoberlinia
26. Julbernardia
27. Lebruniodendron
28. Leonardoxa
29. Leucostegane
30. Librevillea
31. Loesenera
32. Macrolobium
33. Maniltoa
34. Michelsonia
35. Micklethwaitia
36. Microberlinia
37. Neochevalierodendron
38. Normandiodendron
39. Oddoniodendron
40. Paloue
41. Paloveopsis
42. Paramacrolobium
43. Plagiosiphon
44. Polystemonanthus
45. Pseudomacrolobium
46. Scorodophloeus
47. Talbotiella
48. Tamarindus
49. Tetraberlinia
50. Zenkerella